# Opus (Elis)
Opus (altgriechisch Ὀποῦς Opous) war eine antike griechische Stadt im Teil Akroreia der Landschaft Elis auf der Halbinsel Peloponnes. Es ist vermutlich zu identifizieren mit archäologischen Resten beim heutigen Gartsiko. Opus wurde am Ende des Peloponnesischen Krieges von den Spartanern eingenommen.
Auf ein spätantikes Bistum der Stadt geht das Titularbistum Opus der römisch-katholischen Kirche zurück.